# Nikolaus III. Molitor

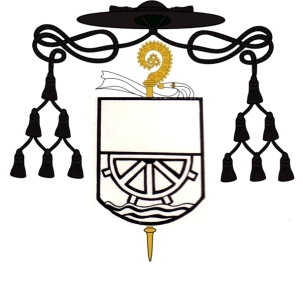
Das teilweise unkenntliche Wappen des Abtes Nikolaus III. Molitor

Nikolaus III. Molitor (* 1600 in Geldersheim; † 10. Dezember 1640) war von Oktober 1640 bis zu seinem Tod im Dezember Abt des Benediktinerklosters in Münsterschwarzach.

## Münsterschwarzach vor Molitor
Wichtigster Vorgänger des Abtes Nikolaus Molitor war Mitte des 16. Jahrhunderts Johannes IV. Burckhardt. Er förderte die klösterliche Disziplin, die unter seinen Vorgängern gelitten hatte. Gleichzeitig baute er das Gebiet, das die Abtei direkt beherrschte weiter aus, sodass insgesamt sieben Dörfer dem Kloster unterstellt wurden. Auch die Entschuldung wurde vom Abt vorangetrieben. Außerdem beteiligte er sich an der Rekatholisierung im Bistum Würzburg.
Die Nachfolger Burckhardts führten seine Politik fort. Johannes VI. Martin ließ die Abtei aufrüsten, da während seiner Amtszeit der Dreißigjährige Krieg ausbrach. Während seiner Herrschaft begann auch der Niedergang des Klosters, da es unter Krieg und Kleiner Eiszeit seine Felder nicht mehr bestellen konnte. 1631 wurde das Kloster von den protestantischen Schweden besetzt, der Konvent musste nach Würzburg fliehen. Erst 1636 konnten die Mönche in die heruntergekommenen Gebäude zurückkehren.

## Leben
Nikolaus III. Molitor wurde im Jahr 1600 im unterfränkischen Geldersheim, nahe der freien Reichsstadt Schweinfurt geboren. Über seine Familie und Eltern ist nichts bekannt, auch über die frühe Ausbildung des jungen Nikolaus schweigen die Quellen. Erst mit dem Beginn seines Studiums der Rhetorik wurde Geyer wieder fassbar. Um das Jahr 1622 trat er dann in die Abtei Münsterschwarzach ein und legte dort 1623 sein Gelübde ab.
Schnell erhielt er seine Weihestufen. Am 21. September 1624 empfing er die Niedere Weihe, Subdiakon wurde Geyer am 23. September 1628. Ein knappes Jahr später, am 10. März 1629, wurde er zum Diakon, bevor er am 14. April 1629 die Priesterwürde erhielt. Zuvor hatte der junge Mönch die Abtei verlassen, um an der Universität Würzburg weiter zu studieren. Er immatrikulierte sich dort 1627, wohl um die theologischen Studien zu intensivieren.
Erstes Amt innerhalb des Klosters war das des Priors. Konrad Geyer erhielt von 1630 bis 1631 Einblick in die Klosterverwaltung, bevor sein Aufstieg durch die Einnahme des Klosters jäh unterbrochen wurde. Der Prior begleitete daraufhin seinen Abt Johannes Kassian Speiser ins Exil nach Würzburg und später nach Tirol. Er kehrte erst am 6. Mai 1637 in die zerstörte Anlage zurück, um für seinen Abt den Zustand der Gebäude zu überprüfen.
Wiederum zum Prior wurde Geyer am 3. November 1637 ernannt. Zwei Jahre später, am 26. Juni 1639, wurde er als Pfarrer im Klosterdorf Sommerach eingesetzt. Hier war er bis zu seiner Wahl seelsorgerisch tätig. Als Abt Johannes Kassian Mitte des Jahres 1640 starb, wurde eine Wahl nötig. Diese fand am Fest des heiligen Burkards, dem 11. Oktober 1640 statt. Aufgrund der kleinen Konventsstärke wählten lediglich fünf Mönche den Vorsteher.
Als Sieger aus der Wahl ging der bereits erkrankte Nikolaus Molitor hervor. Am 20. November 1640 erhielt er seine Konfirmation, bevor er am 2. Dezember 1640 benediziert werden konnte. Nur acht Tage nach seiner Weihe verstarb Abt Nikolaus III., am 10. Dezember 1640 gegen acht Uhr vormittags. Ihm zu Ehren wurde in der Klosterkirche ein Grabmal errichtet, das mit einer lateinischen Inschrift die wenigen Taten des Nikolaus rühmte.

## Wappen
Aufgrund der sehr kurzen Regierungszeit des Abtes hat sich das persönliche Wappen von Nikolaus Molitor nur auf einem Siegel seines Nachfolgers Silvanus Speht erhalten, das dieser im Jahr 1641 dem Brief an den Würzburger Fürstbischof anfügte. Der obere Teil dieses Siegels ist allerdings unkenntlich. Daher ist die Wappenbeschreibung unvollständig, zumal auch Angaben zu den Farben fehlen. Beschreibung: Geteilt; oben keine Beschreibung möglich, unten über Wellen ein unterhalbes, achtspeichiges Mühlrad.